# 喬瑞
喬瑞（？年—？年），字觐之，山西平阳府霍州人，軍籍。明朝政治人物。

## 生平
嘉靖元年（1522年）壬午科山西鄉試舉人，嘉靖五年（1526年）丙戌科三甲六十六名進士，授陕西西安府推官，因为贤能被尚書唐龍向朝廷举荐，钦賜财物，因是王亲，不能在京师任职，以例改任直隶松江府同知，代理华亭县事务，当时有“霹雳手乔半日”之谣。不久升山东济南府知府，兴学校，均賦役，百姓乐业，盗贼回心，有古代良吏之风。升河南副使、大名兵备兼管河道，迁山东左参政，北上入觐京师時，卒于中途，入祀陕西名宦祠和霍州的乡贤祠。
霍州建有乔瑞的“進士坊”和“從龍鳴鳳坊”（中舉人）。